# Saint-Hilaire-de-Loulay
Saint-Hilaire-de-Loulay korábbi község Franciaország Loire mente régiójában, Vendée megyében. Lakosainak száma 4577 fő (2018. január 1.). Saint-Hilaire-de-Loulay Saint-Hilaire-de-Clisson, Remouillé, Vieillevigne, La Bernardière, Boufféré, La Guyonnière, Montaigu és Treize-Septiers községekkel határos.
2019. január 1-jén négy másik korábbi községgel egyesült és az így létrejött Montaigu-Vendée új község része lett.

## Népesség
A település népessége az elmúlt években az alábbi módon változott:
| Lakosok száma | 4412 | 4493 | 4649 | 4519 | 4577 |
|               | 2013 | 2015 | 2016 | 2017 | 2018 |